# La cena de los cobardes
La cena de los cobardes (en francés: Le Repas des fauves, lit. 'La cena de las bestias') es una película francesa de 1964 dirigida por Christian-Jaque. La película fue luego adaptada a una obra de teatro.

## Sinopsis
En una villa durante la ocupación nazi, siete amigos se reúnen para una cena para celebrar el cumpleaños de Sophie, la joven esposa de Víctor, el librero local. Durante la fiesta, se produce un ataque y mueren dos oficiales alemanes. El capitán de la Gestapo SS Kaubach irrumpe en la fiesta y afirma que si no se encuentra a los culpables, exige la ejecución de veinte rehenes. Pide a los invitados que designen a dos de ellos como rehenes. Entonces, estas personas que pertenecen a diferentes orígenes se enfrentarán entre sí, cada uno encontrando una buena razón para no ser voluntario. La tensión seguirá aumentando, transformando el encuentro amistoso en una comida salvaje donde se alternan momentos de esperanza con momentos de locura.

## Reparto
- Claude Nicot: Víctor, el librero.
- France Anglade: Sophie, esposa de Víctor.
- Adolfo Marsillach: el doctor.
- Antonella Lualdi: Françoise.
- Claude Rich: Claude, el profesor de filosofía.
- Dominique Paturel: Jean-Louis, el veterano ciego.
- Francis Blanche: «Tío» Francis, el industrial.
- Boy Gobert: Oficial de las SS Kaubach.